# Eos-asteroid
För andra betydelser, se Eos (olika betydelser).
Eos-asteroiderna, eller Eos-familjen, är en stor grupp asteroider som befinner sig i de yttre delarna av asteroidbältet. Den är en av de största asteroidfamiljerna och har mer än 10 000 kända medlemmar.
Gemensamt för asteroider i gruppen är att de har en omloppsbana runt solen med en halv storaxel på mellan 2,99 och 3,03 AE, en excentricitet mellan 0,01 och 0,13 AE och en banlutning på mellan 8° och 12°. Familjen har fått namn efter medlemmen 221 Eos.

## Beskrivning
År 1918, då den japanske astronomen Kiyotsugu Hirayama studerade vid Yale University, började han undersöka asteroidrörelser. Genom att plotta asteroidens medelrörelser, excentricitet och banlutning upptäckte han att några av objekten bildade grupperingar. I en artikel från 1918 beskrev han tre sådana grupper, inklusive Eos-familjen med då 19 medlemmar.
Familjens inre omloppsbana är begränsad av 7/3 medelrörelseresonans med Jupiter vid 2,96 AE. Omloppsområdet inkluderar också 9/4 medelrörelseresonans med Jupiter vid 3,03 AE. De flesta av familjens medlemmar ligger inom det senare omloppsavståndet. Fördelningen av asteroidstorlekar tyder på att familjen är ca 1–2 miljarder år gammal.
Kiyotsugu Hirayama antog att dessa asteroidfamiljer bildades av en katastrofal kollision med en moderkropp. Denna tolkning accepteras fortfarande idag av astronomigemenskapen. Observationer av Eos-familjen visar att de har en liknande spektroskopisk signatur. Variationen i spektrumet tolkas som kompositionsvariation till följd av den partiella differentiering av moderkroppen. Det vill säga före uppbrottet var moderkroppen delvis segregerad med tätare material som rörde sig mot kärnan. Sedan uppbrottet har familjemedlemmarna genomgått utrymmes vittring.
Asteroider i Eos-familjen liknar asteroidkategorin av S-typ. Undersökningen av Eos och andra familjemedlemmar i infraröd våglängd visar dock vissa avvikelser från S-typen. Som ett resultat har Eos-familjen fått sin egen kategori av asteroider av K-typ. När det gäller meteoriter som samlats in på jorden kan denna kategori vara relaterad till CO3- eller CV3-chondriterna, istället för OC-typen. Objekt som delar liknande banor med Eos-familjen, men inte har detta spektrum, antas vara slumpmässiga inhoppare.
Rotationshastigheten för Eos-familjens asteroider fördelas slumpmässigt. Denna randomisering beror på efterföljande kollisioner med andra kroppar, vilket innebär att asteroiderna behåller ett visst "minne" av rotationshastigheten för den överordnade kroppen. Således hade det ursprungliga objektet en rotationshastighet på ca 1-3 dygn. Evolutionära modeller av denna spridning i Eos-familjens rotationshastighet tyder på att gruppen kan vara jämförbar med solsystemets ålder. Numeriska simuleringar av kollisionen som skapade familjen Eos tyder på att den mindre kroppen var ungefär en tiondel av förälderns massa och slog från en riktning ute i det ekliptiska planet. Moderobjektet hade en uppskattad diameter på 240 km. Modellen med bästa anpassningen ger en familjeålder på 1,1 miljarder år.
Bland medlemmarna i Eos-familjen finns asteroiderna 221 Eos, 339 Dorothea, 450 Brigitta, 513 Centesima, 562 Salome, 633 Zelima, 639 Latona, 651 Antikleia, 653 Berenike, 661 Cloelia, 669 Kypria, 742 Edisona, 798 Ruth, 807 Ceraskia, 876 Scott och 890 Waltraut med flera. Inte alla fragment av den ursprungliga moderkroppen har förblivit i den omloppsbana som upptas av Eos-familjen. Spektroskopisk analys har visat att några av dessa asteroider nu finns i 9:4 medelrörelsens resonans med Jupiter. Dessa rymlingar verkar relativt unga jämfört med de andra familjemedlemmarna.